# 索洛姆卡
50°49′29″N 26°13′53″E / 50.82472°N 26.23139°E
索洛姆卡（烏克蘭語：Соломка），是烏克蘭西北部的村莊，隸屬里夫內州的里夫內區。該村始建於1907年，面積0.63平方公里，海拔高度183米，2001年人口114。